# 奇襲ヘリ戦隊/空翔けた女たち
奇襲ヘリ戦隊/空翔けた女たち（きしゅうヘリせんたい/そらかけたおんなたち、原題：The Secret War of Jackie's Girls）は、1980年のアメリカ合衆国のアクション映画。第二次世界大戦を題材にしており、TVシリーズのパイロット版として製作されたがシリーズ化されることは無かった。
本作は日本でもテレビ放送された。

## あらすじ
アメリカ参戦前の第二次世界大戦中に、英空軍が密かにパイロットの女性たちを集めてヘリ部隊を結成。司令のラスの元で、彼女らは物資の輸送や負傷兵の救出の為に尽力する。

## キャスト
※括弧内は日本語吹替
- ケイシー・マッキャン：リー・パーセル（高島雅羅）
- ラス：ジョン・ライリー（屋良有作）
- ドナ：アン・デュセンベリー
- ジミー：トレイシー・ブルックス・スウォープ
- マキシー：ディー・ウォレス
- パティ：キャロライン・スミス
- フィリス：シーラ・マクレー
- ジャッキー：マリエット・ハートレイ
- バック：ベン・マーフィー
- メイベル：マリリン・クリス
- クルーガー博士：カート・ローエンズ
- ディーター：ヘンリー・オレク
- ブリューワー：エドワード・マイケル・ベル
- ヴィクトル：フランク・M・ベナード
- カミンスキー：ウィリアム・ロッジ
- ピーター：マーク・ニーリー
- アル：ジョージ・デルホーヨ
- デビッド：デビッド・キャロル
- ジョージ：ブルース・ウィナント
- 農家：ロジェ・エティエンヌ
- パイロット軍曹：デュアン・タッカー
- 第二ゲシュタポ将校：フランク・ホルムズ
- オラフ：ベン・ファーマン
- ハンス：ロバート・ピアース
- メカニック：ニック・ハーディン